# Superwest
Superwest Comics est une bande dessinée qui parodie les super-héros de comics publiée par le dessinateur italien Massimo Mattioli en 1986 chez L'Écho des savanes.

## Synopsis
Superwest raconte l'histoire de la souris super-héros éponyme, affrontant tour à tour, dans six histoires burlesques, un scientifique maléfique, une ombre, une attaque de loups-garous...etc.
Véritable parodie de Superman, Mattioli continue sur la lignée de Squeak the mouse, publiée deux ans auparavant, et écrit une bande-dessinée au comique reposant sur l'absurde et la pornographie, la scatologie, ou le gore. L'auteur joue aussi beaucoup sur l'ironie (notamment avec le sous-titre de sa bande-dessinée: «World's favorite adventure-strip character») et sur les clichés du comics américain, avec des titres comme Panic in the city ou Very Hot Dogs.

## Les six histoires de Superwest
- Panic in the city, les rues de la ville de Superwest se transfoment en sables mouvants
- Very Hot Dogs, une histoire de hot dogs loups-garous
- The Shadow, un combat entre Superwest et une ombre
- Scanner, référence au film Scanners de David Cronenberg
- Porno Massacre, où Superwest « sauve » une actrice pornographique
- Cartoons Hold-Up, dans lequel Riri, Fifi et Loulou conduisent une série d'attaques à main armée déguisés en personnages célèbres de l'animation

## Sources
- http://mitchul.unblog.fr/2009/07/27/superwest-comics-mattioli-lecho-des-savanesalbin-michel-1986/
- http://pencilholder.files.wordpress.com/2010/10/mattioli_superwest_001.jpg